# Marshall Munetsi
Marshall Nyasha Munetsi, más conocido como Marshall Munetsi, (Bulawayo, 22 de junio de 1996) es un futbolista zimbabuense que juega de centrocampista en el Wolverhampton Wanderers F. C. de la Premier League. Es internacional con la selección de fútbol de Zimbabue.

## Trayectoria
Munetsi comenzó su carrera deportiva en el Ubuntu Cape Town sudafricano en 2015, marchándose un año después al Baroka F. C. del mismo país.
En 2017 fichó por uno de los equipos grandes del fútbol sudafricano, el Orlando Pirates.

### Stade de Reims
En 2019 dejó Sudáfrica para fichar por el Stade de Reims de la Ligue 1 francesa.

## Selección nacional
Munetsi es internacional con la selección de fútbol de Zimbabue, con la que debutó el 21 de marzo de 2018, en un amistoso frente a la selección de fútbol de Zambia.
Marcó su primer gol con la selección el 10 de septiembre de 2019, en un partido de clasificación para la Copa Mundial de Fútbol de 2022 frente a la selección de fútbol de Somalia.

## Clubes
| Club                          | País       | Año       |
| ----------------------------- | ---------- | --------- |
| Ubuntu Cape Town              | Sudáfrica  | 2015-2016 |
| Baroka F. C.                  | Sudáfrica  | 2016-2017 |
| Orlando Pirates               | Sudáfrica  | 2017-2019 |
| Stade de Reims                | Francia    | 2019-2025 |
| Wolverhampton Wanderers F. C. | Inglaterra | 2025-     |